# Культура полів поховальних урн

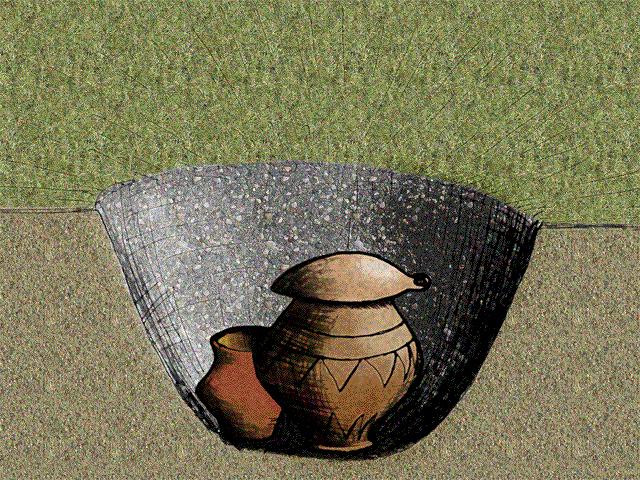
Типове поховання праху спаленого небіжчика в глечику

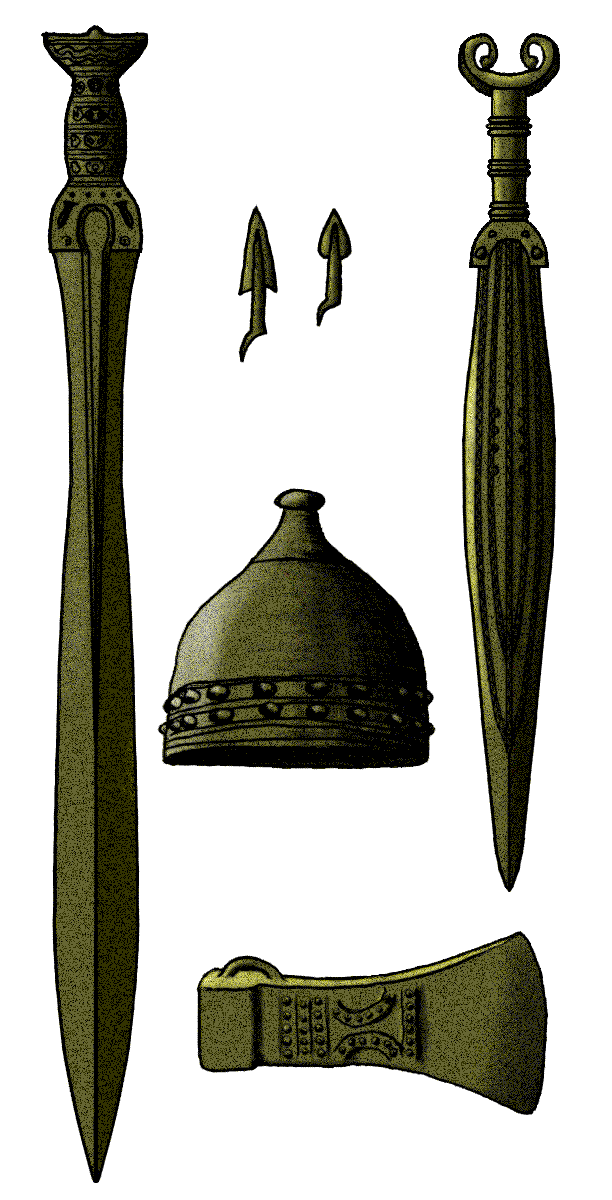
Зразки зброї, знайдені в могильниках культури

Культура полів поховань  або  Культура полів похоронних урн (англ. Urnfield culture, нім. Urnenfelderkultur) (1300—750 роки до н. е.) — загальна назва ряду археологічних культур за характерною ознакою, — могильниками без насипів, що містять переважно залишки трупоспалень, зазвичай з похованням праху в глиняному посуді, поставленому на дно могили. Культура полів поховань була наступницею культури курганних поховань і її успадкувала Гальштатська культура.

## Історія
Культури полів поховань виникли у бронзову добу й існували протягом тривалого часу (понад 1700 років). Були поширені по всій Європі. У ранній залізній добі в могильниках вже починають зустрічатися поховання попелу померлих у ямках без урн і трупоположення.
- В 1300—300 роках до н. е. від півдня Балтійського узбережжя до Дунаю й від річки Шпрее до Волині була поширена найдавніша з культур полів поховань — лужицька культура.
- Приблизно 1000 року до н. е. у долинах річок Дунаю й Рейну в північно-західній частині Швейцарії й Східної Франції виникли південнонімецька й порейнська культури полів поховань. На початку залізної доби носії цих двох культур дістались території Франції, а в 800—700 роках до н. е. — Піренейського півострова (Каталонія, Кастилія), в 900—700 роках до н. е. з'явилися в Британії.

Поширення культури полів поховань не є результатом експансії якого-небудь одного народу або генетично зв'язаних народів. Очевидно, цей обряд був прийнятий етнічно різними групами населення Європи.
Припускають, що культури полів поховань в Іспанії й Британії належали предкам кельтів. На території Східної Європи до неї належать пшеворська, зарубинецька й черняхівська культури, які (щонайменше в деякій частині) були створені предками стародавніх слов'ян.

## Місцеві варіанти
- Лужицька культура — Польща,
- Станівська культура (в Румунії Сучу-де-Сус) — українське Закарпаття, північно-східна Угорщина, східна Словаччина, північно-західна Румунія),
- Киятицька культура,
- Пілінська культура,
- Чаканська культура,
- Кновізька культура у Чехії,
- Милавицька культура,
- Асва культура у Естонії та південній Фінляндії.

## Вивчення полів поховань в Україні
Українськими вченими до Другої світової війни та відразу опісля було виявлено на території України більше двохсот пунктів поховань цієї культури, не рахуючи тих, що знаходились на тільки-но приєднаних до УРСР західноукраїнських землях. Першим, хто відкрив поля поховань в Україні був Вікентій Хвойка (1901): у селах Черняхів, Зарубинці, Ромашки на Київщині. Він відразу ж визнав їх похованнями слов'ян[джерело?].